# Placodiscus amaniensis
Placodiscus amaniensis är en kinesträdsväxtart som beskrevs av Ludwig Radlkofer. Placodiscus amaniensis ingår i släktet Placodiscus och familjen kinesträdsväxter. Inga underarter finns listade i Catalogue of Life.